# Complejo de Santa Maria dello Splendore
El Complejo de Santa Maria dello Splendore es un antiguo lugar de culto católico en la ciudad de Nápoles, Italia. Está ubicado en Via Pasquale Scura, en el barrio de Montecalvario. Actualmente esta desconsagrado y alberga un centro polifuncional.

## Historia
La iglesia fue fundada en 1592 por la noble napolitana Assunta Caracciolo, junto al anexo hospicio para orfane e povere bisognose (huérfanas y pobres necesitadas), al cual impuso la Regla de san Francisco; para la dedicación de la iglesia, Giovanni Giovenale Ancina compuso la lauda Vorrei Vergine Bella.
En 1600, el venerable monseñor Carlo Carafa se convirtió en el rector del monasterio y promovió su ampliación. Otra ampliación y restauración de la iglesia fueron llevadas a cabo por Angelo de Simone en la segunda mitad del siglo XIX.
El complejo fue dañado por el terremoto de Irpinia de 1980; posteriormente, fue renovado y desde 1988 es un centro polifuncional.